# St. Jacobi (Nauen)

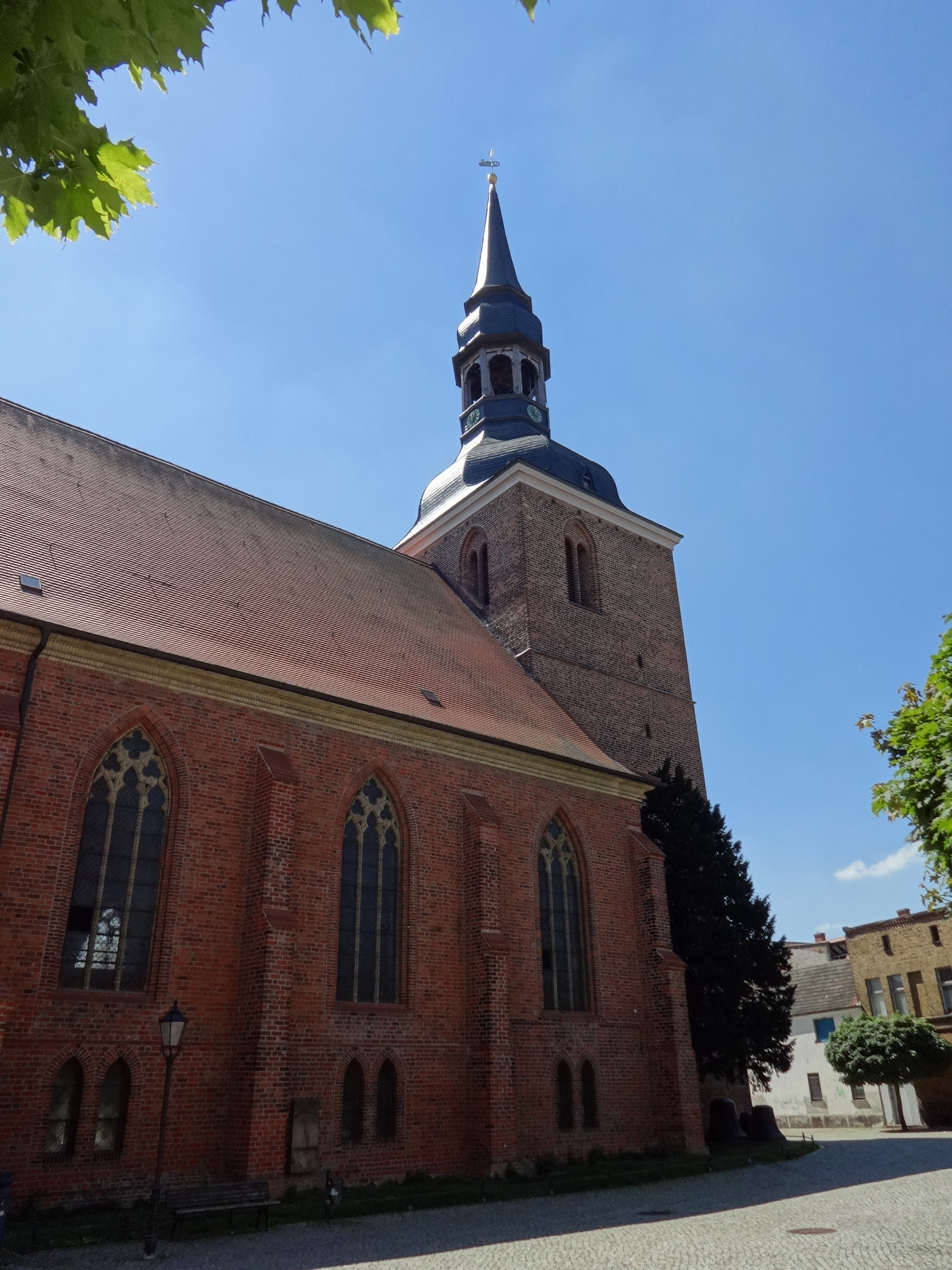
St. Jacobi in Nauen

St. Jacobi ist die evangelische Stadtkirche in Nauen im Landkreis Havelland des Landes Brandenburg. Der Namenspatron der mittelalterlichen Kirche war Jakobus der Ältere. Die Kirchengemeinde gehört zum Kirchenkreis Nauen-Rathenow der Evangelischen Landeskirche Berlin-Brandenburg-schlesische Oberlausitz (EKBO).

## Lage
Das Bauwerk steht im Zentrum der Stadt am Martin-Luther-Platz. Südlich folgt hinter einer Häuserreihe die Kirchstraße. Es steht auf einer Fläche, die nicht eingefriedet ist.

## Geschichte

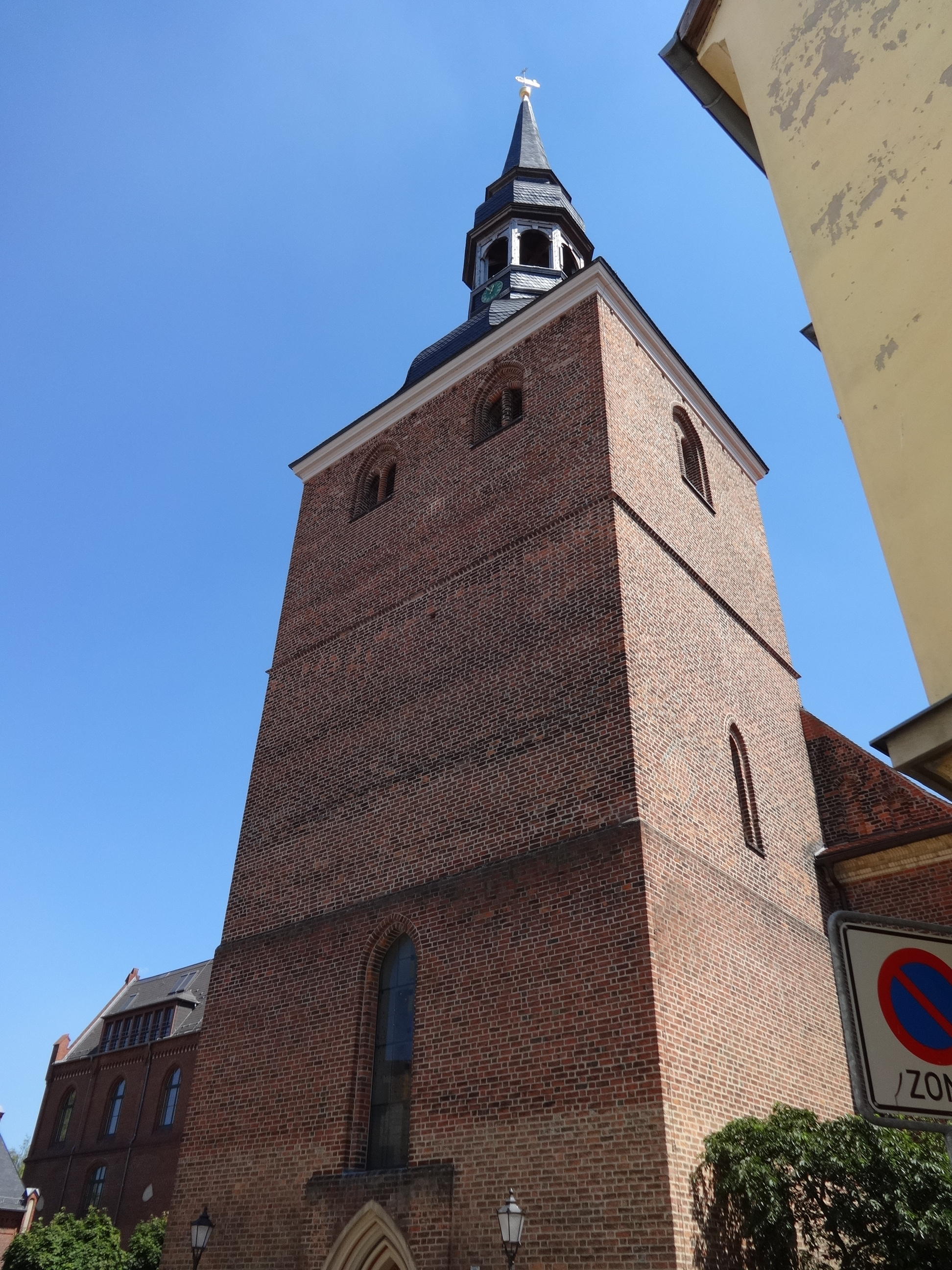
Westturm

### 12. bis 17. Jahrhundert
Über die Frühphase der Baugeschichte gibt es bislang keine gesicherten Daten. Das Brandenburgische Landesamt für Denkmalpflege und Archäologische Landesmuseum (BLDAM) äußert sich dementsprechend vorsichtig und spricht von einem Bau, der in der ersten Hälfte des 15. Jahrhunderts entstanden ist. Gleichzeitig gibt das BLDAM an, dass der Kirchturm aus der ersten Hälfte des 12. Jahrhunderts stammt. Aus dieser Zeit ist das Wirken eines Pfarrers Hermann überliefert. Das Dehio-Handbuch spricht von einem spätgotischen Bau und verweist darauf, dass das Bauwerk auf einem Vorgängerbau errichtet sein dürfte. Dafür spricht, dass Nauen bereits 1186 erstmals urkundlich erwähnt wurde und bereits 1292 das Stadtrecht erhielt. 1305 lag das Kirchenpatronat beim Domkapitel Brandenburg. Aus dem Jahr 1375 ist das Bestehen einer Kapelle St. Nikolai, 1390 einer Kirche unser lieben Frauen daselbst zu Nauen überliefert, deren Standort bislang nicht bestimmt werden konnte. Das Dehio-Handbuch vermutet, dass der Turmunterbau von einer Gründungskirche aus der Mitte des 12. Jahrhunderts stammt. Eine Mauersteintreppe, die in einer Höhe von sechs Meter über dem Boden im Turmunterbau beginnt, lässt den Schluss zu, dass es sich um einen querrechteckigen Wehrturm gehandelt haben könnte. Auch sind die Wände mit 2,5 Meter vergleichsweise stark. Aus dem ersten Drittel des 14. Jahrhunderts sind zahlreiche Altarbauten belegt. Dies könnte darauf hindeuten, dass in dieser Zeit die Grundform der im 21. Jahrhundert noch vorhandenen dreischiffige Hallenkirche entstand. So liegen Belege für einen Katharinenaltar aus dem Jahr 1331 sowie einen Altar der Elendengilde aus dem Jahr 1344 vor. Die finanziellen Mittel dürften zu einem großen Teil aus der Filialkirche St. Marien im benachbarten Neukammer stammen, die sich ab 1358 zu einer Wallfahrtsstätte zur Verehrung der schmerzreichen Mutter entwickelte und zahlreiche Pilger anzog. Nauen profitierte im 14. Jahrhundert von der Eingemeindung der zuvor eigenständigen Gemeinde, deren Bewohner 1348 an der Pest starben. Der Magistrat in Nauen stritt fortan mit dem Domkapitel zu Brandenburg darüber, wem die Opfergaben zustanden. Mit Hilfe Ludwigs II. setzte sich der Magistrat durch, woraufhin das Domkapitel die Marienverehrung für beendet erklärte. 1359 widmete der Kirchenpatron einen Altar Johannes dem Täufer, sechs Jahre später zwei weitere Altäre Petrus und Paulus. In Summe befanden sich vor der Reformation neben dem Hochaltar bis zu 17 Nebenaltäre in dem Bauwerk. 1414 verursachte ein Stadtbrand Schäden an den Gewölbedecken der Kirche, die daraufhin erneuert wurden. Es ist denkbar, dass zu dieser Zeit auch der Chor entstand, der auf die zweite Hälfte des 15. Jahrhunderts datiert werden kann. Am 14. Mai 1514 und im Dreißigjährigen Krieg am 26. April 1626 zerstörten weitere Brände die Inneneinrichtung. Der erste lutherische Gottesdienst fand im Jahr 1539 unter der Leitung des Pfarrers Georg Rinow statt. Bei einem erneuten großen Stadtbrand am 14. Mai 1695 fiel die gesamte Inneneinrichtung den Flammen zum Opfer. Die Hitze war so groß, dass im Kirchturm die Ziegel in Höhe der Glockenstube gesintert wurden. Die Spuren sind im 21. Jahrhundert noch erkennbar. Die Gemeinde beauftragte daraufhin am 19. September 1697 den Zimmermeister Hanß Cratz aus Seegefeld mit der Errichtung eines neuen Dachstuhls. Er stellte die Arbeiten zwei Jahre später fertig, reduzierte den Turm jedoch in seiner Höhe. 1699 goss Daniel Schultze in Berlin eine kleine Glocke aus Bronze.

### 18. Jahrhundert
Die zweigeschossige Westempore wurde 1701 eingebaut. Am 1. Juli 1701 wurde Christo Schneider mit der Reparatur des Turmschaftes beauftragt, woraufhin der Kirchturm bis zum 22. August 1702 eine Welsche Haube mit einer Laterne erhielt. Am 27. Februar 1707 beauftragte die Kirchengemeinde Schneider und Georg Vogele mit der Instandsetzung der Gewölbe, die 1708 abgeschlossen wurde. 1719 erhielt die Westempore einen farblichen Anstrich. 1733 bauten Handwerker in die Laterne eine Kirchturmuhr mit vier Zifferblättern ein. Die Emporen verlängerten Handwerker im Jahr 1742 in die Seitenschiffe und den Chorumgang hinein, im selben Jahr fügten sie unterhalb der Maßwerkfenster weitere Zwillingsfenster ein, die – wie auch die großen Fenster – 1875 ihre im 21. Jahrhundert noch erhalten gebliebene, neugotische Form bekamen. Das profilierte Dachgesims und die Maßwerkfenster fassten sie dabei mit gelben Formsteinen ein. Die untere Turmhaube erhielt eine Schieferdeckung, womit die bisherigen, leicht entflammbaren Holzschindeln ersetzt wurden.
Im Jahr 1753 feuerte ein Offizier einen Gewehrschuss auf die Turmkugel, der sie durchschlug. Die Turmkugel wurde abgenommen, repariert und bei der Gelegenheit vergoldet. 1785 stellten Experten Risse in den Gewölben fest, die durch Bewegungen der Außenwände entstanden. Sie gerieten aus dem Lot und wurden durch Strebepfeiler ergänzt, um die Statik zu verbessern. Die obere Turmspitze erhielt 1799 neue Schindeln. Zwei Jahre später wurde nach einem Sturm die Helmstange mit Knauf, Wetterfahne und Sonne erneuert.

### 19. Jahrhundert
Bei einem Gewitter am 17. Juni 1816 schlug der Blitz in den runderneuerten Turm ein und beschädigte die Turmspitze schwer. Die Arbeiten am Turmdachstuhl wurden am 16. Dezember 1818 abgeschlossen. In den Jahren 1873 und 1874 wurde der Innenraum durch den Kreisbaumeister Schlitte erneuert, der den überwiegenden Teil der barocken Einrichtung entfernte und nur den Altar mit dem Taufstein beließ. Er entfernte die Beichtstühle, das Kirchengestühl sowie Kanzel, Orgel, drei Kronleuchter, einige Gemälde sowie ein Geschoss der Emporen. Schlitte stellte eine neue Kanzel einen Pfeiler weiter östlich auf, so dass der Pfarrer der Gemeinde frontal gegenüberstand. Er entfernte fünf im Fußboden eingelassene Epitaphe und ließ sie an der Außenwand des Chores sowie der Nordwand anbringen. Die Kirche erhielt eine Orgel aus der Werkstatt Heerwagen sowie neue Chorfenster. Von ihnen sind das mittlere sowie einzelne kleinere Fenster erhalten geblieben.

### 20. Jahrhundert und Gegenwart

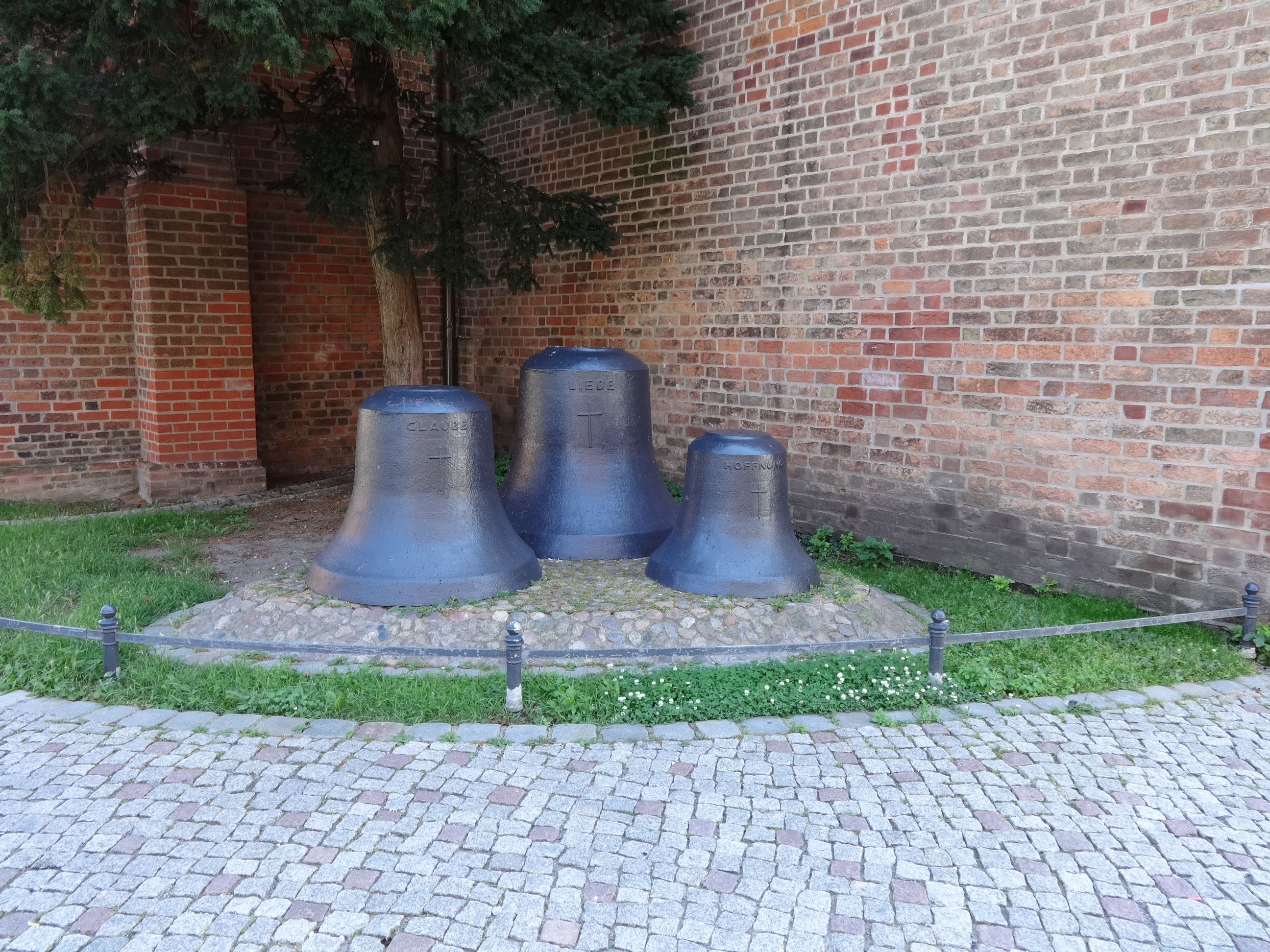
Glocken aus dem Jahr 1956

1905 brachten Handwerker neue Altarfenster an: Links ist die Geburt Jesu, rechts die Kreuzigung zu sehen. 1912 gestaltete der Dekorationsmaler Max Kutschmann den Innenraum farblich neu. 1922 erfolgte eine weitere Reparatur der Turmspitze. Im Ersten Weltkrieg wurden die Orgelpfeifen aus dem Prospekt, die aus Zinn bestanden, eingeschmolzen.
Im Zweiten Weltkrieg wurden 1942 drei der bronzenen Glocken zum Bau von U-Booten eingeschmolzen, ansonsten blieb das Gebäude jedoch von weiteren Kriegsschäden verschont. 1968 renovierte die Kirchengemeinde behutsam das gesamte Interieur von 1874. 1991 begann eine laufende Instandsetzung unter Leitung des Berliner Architekten Klaus Block. Sie umfasste unter anderem die Turmhaube.

## Architektur
St. Jacobi ist eine im Stil der Backsteingotik errichtete dreischiffige Hallenkirche, die in der Spätgotik aus roten Mauerziegeln erbaut wurde. Sie ist 42,95 Meter lang und verfügt über fünf Joche mit einem fünfseitig geschlossenen Umgangschor. Ihre Breite beträgt 29,05 Meter; die Traufhöhe 10,22 Meter. Vor dem zweiten Joch ist an der Nord- und Südseite der Kirche ein Annex angebracht. Der nördliche Annex ist vermutlich die vom Nauener Bürger Arnold von Perwenitz am 7. Juli 1326 gestiftete Heilig-Blut-Kapelle. Über das ursprüngliche Erscheinungsbild ist nichts überliefert. Der Raum wurde in den vergangenen Jahrhunderten mehrfach verändert und wird im 21. Jahrhundert von einem Kreuzrippengewölbe überspannt; der Blendengiebel und das Spitzbogenportal stammen aus dem Jahr 1874. Im südlichen Annex befindet sich ein Anbau mit einem Sternrippengewölbe aus dem späten 15. Jahrhundert. Auch er wurde mehrfach umgebaut, nachdem man feststellen musste, dass das Fundament zu schwach ausgelegt war und es zu einer Rissbildung in den Außenwänden kam. Die Kirchengemeinde brach daraufhin das Gewölbe im Obergeschoss ab und vermauerte die große Spitzbogenöffnung, die den Raum zum Kirchenschiff hin öffnete. Fortan nutzte man den Raum als Sakristei.
Im 55,26 Meter hohen Kirchturm mit seiner Welschen Haube befinden sich auf der Ost- und Westseite je zwei paarweise angeordnete Klangarkaden. Im Norden und Süden des Turms ist nur je eine Klangarkade vorhanden; diese sind asymmetrisch angeordnet und als gekuppelte Spitzbogenfenster ausgeführt.

## Ausstattung
Der Hallenraum wird wie auch der nördliche Annex von einem Kreuzrippengewölbe überspannt. Hier finden rund 900 Personen Platz. Die durchlaufenden Emporen, die sich vom Seitenschiff bis in den Hallenraum erstrecken und nur im Altarraum unterbrochen sind, wurden aus Holz gearbeitet und verfügen über eine schlichte, neugotische Brüstung. Sie sind durch zwei Treppen an der westlichen Orgelempore erreichbar.

### Altar

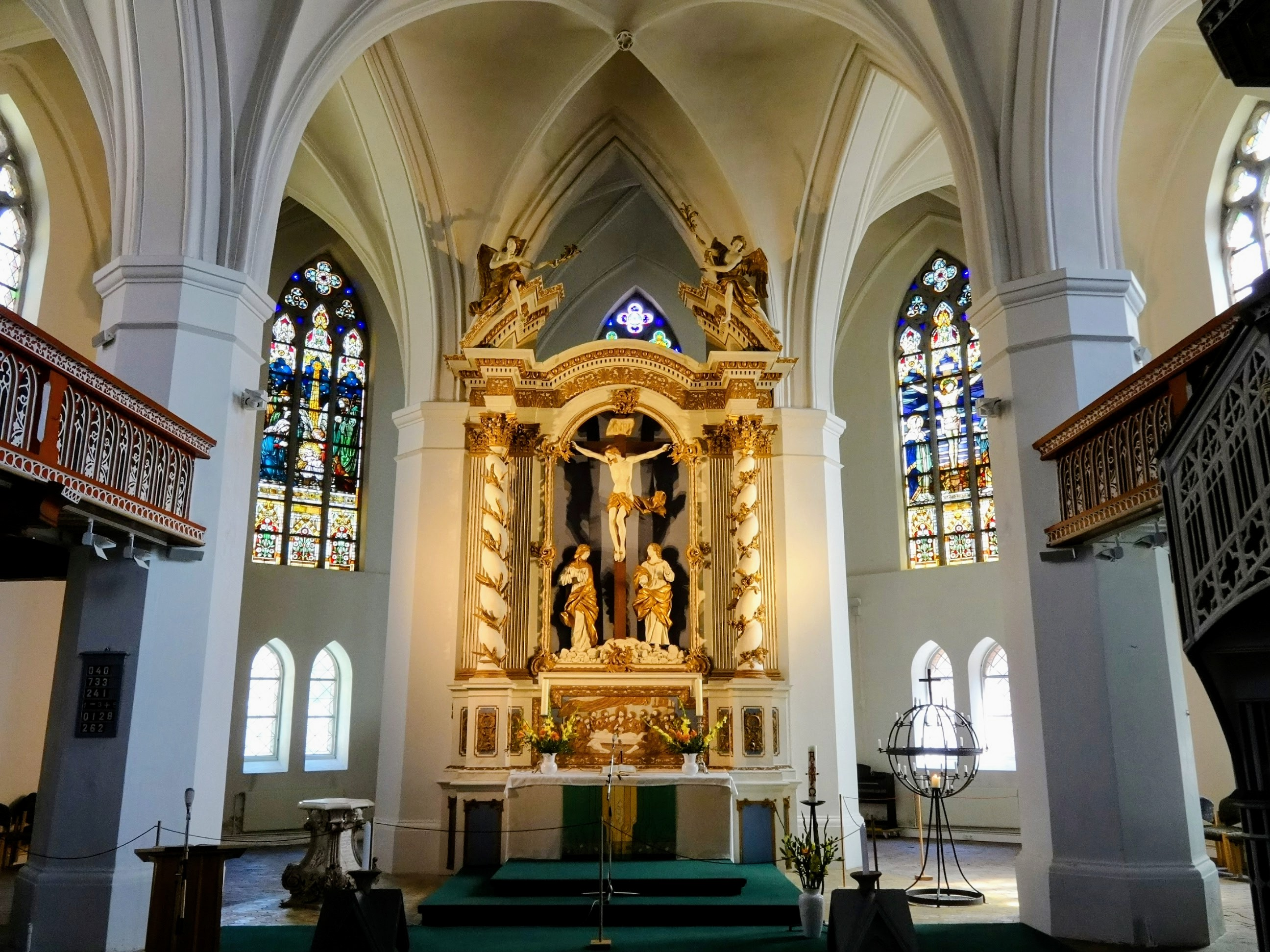
Hochaltar

Der barocke Altar entstand in der Zeit zwischen 1708 und 1710 und stellt das älteste erhaltene Ausstattungsstück dar. Der Berliner Bildhauer Schau erhielt die Aufgabe, eine neue Cantzel, und einen neuen Altar in der Kirche alhier zu Nauen, an guter dauerhafftiger, wie auch zierlicher und netter, so wol Tischler= als auch Bildhauer=Arbeit, nach denjenigen Abriß und seiner eigenhändigen Beschreibung, so er vorgezeiget, und von sich gestellet, zu verfertigten. Für diese Arbeit sollte er einen Werklohn von 600 Talern erhalten. Schau wiederum beauftragte für die Tischlerarbeiten Johann Heinrich Hennicke und bezahlte dessen Rechnung erst nach einer Nachzahlung, die er beim Kirchenvorstand auf Grund der besonders gelungenen Arbeit eingefordert hatte: weil er Cantzel und Altar beßer gemacht, als er im Abriß erst gezeiget.
Im Mittelpunkt des Altars steht die Kreuzigungsgruppe, eine aus Holz gefertigte Umsetzung des ikonografischen Topos. Sie zeigt Jesus, der vom Kreuz herab auf Maria schaut, die ihren Blick in Trauer auf den Boden gerichtet hat. Weiterhin ist Johannes zu sehen, der zu Jesus hinaufschaut, um das Evangelium zu verkünden. Von 1760 bis 1762 renovierte der Berliner Bildhauer Kronberg den Altar und fügte einen Schmuckrahmen mit Rokoko-Elementen hinzu. Dadurch, wie auch durch das Anbringen von Rocaillen am Piedestal, verstärkt sich der Eindruck des Hauptaltars.
Die Rückwand des Altars ist geschlossen und wird von einem Giebel gekrönt, der als in der Mitte unterbrochener Segmentbogen mit zwei Engeln ausgeführt wurde. Er ruht auf zwei gekuppelten, ausgekehlten Pilastern, die mit korinthischen Kapitellen ausgeschmückt sind. Der rechte Engel trägt einen Kelch als Attribut für das Sakrament, der andere fordert zum Zuhören auf – ein Attribut für das Wort Gottes. Eine darüber befindliche Kartusche mit dem Stadtwappen entfernte man beim Umbau 1874. Vor den Pilastern stehen zwei gewundene Altarsäulen, die ein auskragendes Gesims tragen. Die linke von ihnen ist mit Getreideähren verziert, die rechte mit Weinranken, sie symbolisieren Brot und Wein. Die Predella zeigt die klassische Darstellung der Eucharistie.

### Kanzel
Die Kanzel aus dem Jahr 1708 befand sich ursprünglich am mittleren Pfeiler der Südseite. Sie stammt vom Tischlermeister H. Raunau, das Dekor von Otto Goern. Das Kirchengestühl war auf die Kanzel ausgerichtet, so dass einige Besucher dem Altar den Rücken zuwenden mussten. 1874 versetzte man sie daher einen Pfeiler weiter nach Osten an ihren heutigen Platz. 1912 brachte man an der Kanzelbrüstung Evangelistensymbole an, die 1968 schlicht übermalt wurden.

### Taufstein

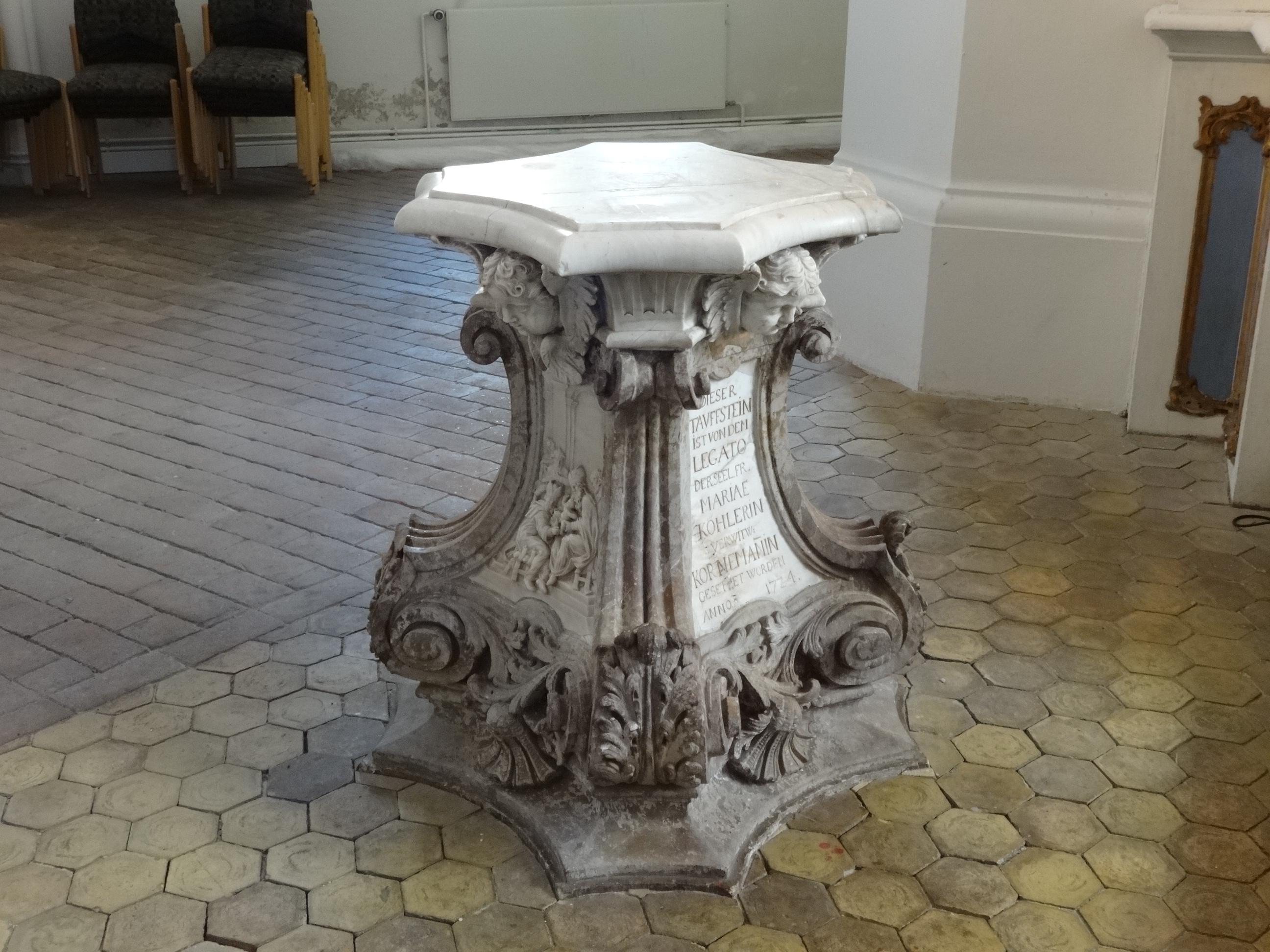
Taufstein

Die Fünte schuf Johann Georg Glume im Jahr 1724 aus Sandstein. Sie besteht aus einem Sockel mit konkav geschwungenen Außenflächen, auf dem ein quadratisch, sich nach oben verjüngender Stein aufgesetzt ist. An einer der Seiten befindet sich die Stiftungsinschrift: Dieser Tavffstein ist von dem Legato der Seel: Fr: Mariae Köhlerin verwitw: Kornemannin gesetzet worden anno 1724. Die drei verbleibenden Seiten sind mit Reliefs aus Marmor mit ausladenden Voluten verkleidet, die mit Engelsköpfen verziert sind. Sie zeigen die Beschneidung Jesu, die Taufe Jesu sowie die theologischen Tugenden Glaube, Liebe und Hoffnung. Seit 1990 nutzt die Kirchengemeinde einen Tauftisch sowie ein Evangelienpult.

### Orgel

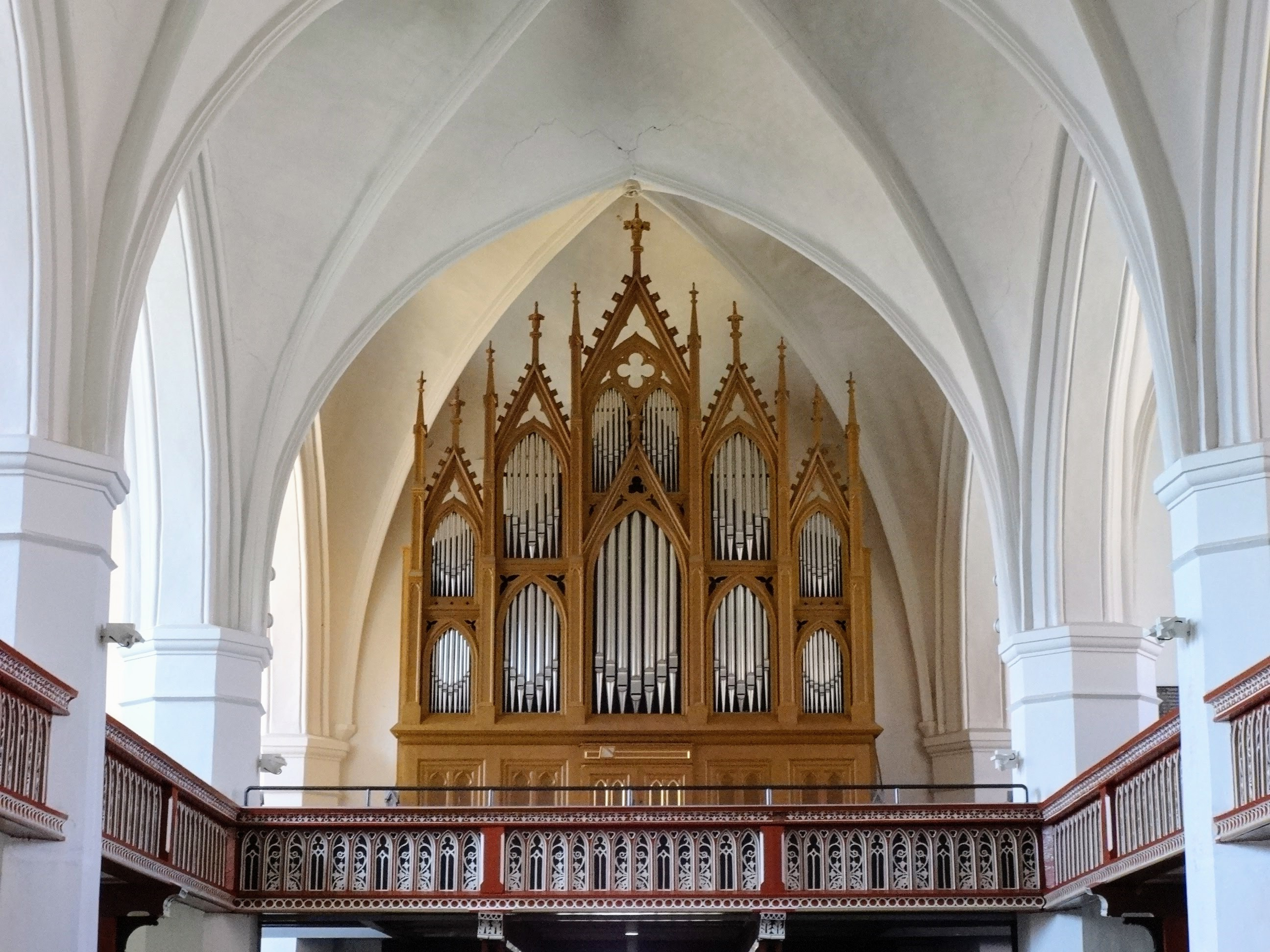
Heerwagen-Orgel

Wann die erste Orgel in der Kirche aufgebaut wurde, ist nicht überliefert. Auch sie dürfte bei einem der Stadtbrände den Flammen zum Opfer gefallen sein. Am 30. August 1719 beauftragte die Kirchengemeinde den Bau einer neuen Orgel durch Christian Richter. Zwei Jahre später schloss die Kirchengemeinde einen weiteren Vertrag; offenbar zu einer Erweiterung des Instrumentes. Dieses wurde in den Jahren 1772, 1790 und 1840 repariert. 1857 erfolgte eine größere Instandsetzung durch den Orgelbauer Carl August Buchholz. In den Jahren 1873 und 1874 baute Wilhelm Heerwagen die im 21. Jahrhundert noch vorhandene Orgel mit 31 Stimmen ein. Eine Revision nahm August Haupt am 1. Mai 1875 vor; ab 1881 kümmerte sich Carl Eduard Gesell um das Instrument. 1910 ersetzte Alexander Schuke im Oberwerk zwei Register durch andere und entfernte dabei ein angeblich von Anfang an defektes Schwellwerk. Nachdem die Kirchengemeinde die Zinnpfeifen im Ersten Weltkrieg zur Produktion von Rüstungsgütern abgeben musste, ersetzten Orgelbauer 1928 die fehlenden Pfeifen durch solche aus Zink. Die letzte größere Instandhaltung führte Ulrich Fahlberg aus Eberswalde im Jahr 1989 durch.

### Glocken
1733 entstanden zwei Läuteglocken und zwei Uhrschalen mit einem Durchmesser von 80 und 94 cm. Die größere der beiden Läuteglocken bekam 1743 einen Sprung und wurde vor Ort von Jonas Paulus Zweitinger umgegossen. 1746 wurden zwei weitere Glocken gegossen, die heute noch erhalten sind. Die mit 78 cm kleinere Glocke stammt vermutlich vom Sohn des Erzgießers Johann Jacobi, wie die Inschrift Fudit in Berlin H.J. Jacobi vermuten lässt. Weiterhin ist zu lesen:
Kommt, lasset uns auf den Berg des Herrn gehen, zum Hause des Gottes Jacob, daß er uns lehre seine Wege u. wir wandeln auf seinen Wegen.
Die zweite, größere Glocke trägt die Inschrift
Verbum Die Manet in Aeternum Da im Magistrat zu Nauen Waren: Zütztel. Cons. Dir. Kriele Cons., Otto Cons., Schencke Cons, et Secret., Haegeber, Mehls, Hövel, Brandt Senatores, und bei der Kirche: Salpius, Past. et Inspector, Braun Diakonus, Westphal Kirchenvorsteher. Sie hat einen Durchmesser von 86 cm.
Die Glocke von Zweitinger erhielt 1874 das Realprogymnasium. 1884 sprang auch die größere der drei Glocken und wurde von den Gebrüdern Ulrich in Laucha in ein Exemplar mit 160 Durchmesser umgegossen. Dasselbe Schicksal ereilte auch die Heintze-Glocke, die 1891 Gustav Collier umgoss. Dabei entstand eine Glocke mit einem Durchmesser von 120 cm.
Grabungen im Jahr 1935 unterhalb des Turms legten Reste einer alten Glockengießstätte frei. Experten vermuten, dass dort die Glocken nach dem Brand 1626 entstanden, die 1695 in einem weiteren Stadtbrand wieder zerstört wurden.
Somit verblieben nur die beiden kleineren Glocken aus dem Jahr 1746 im Turm. 1956 vervollständigte die Kirchengemeinde das Geläut wieder, in dem drei große Stahlglocken mit einem Durchmesser von 172, 140 und 104 cm der Firma Schilling & Lattermann aufgehängt wurden. Sie tragen die Inschrift Glaube, Liebe und Hoffnung. Diese drei Glocken stehen seit 1993 links neben dem Eingangsportal, nachdem neue Glocken aus Bronze gegossen wurden.
Im Turm befinden sich vier Glocken aus Bronze, die 1993 von der Glocken- und Kunstgießerei Rincker hergestellt wurden. Die Glocke der Sakramente ist rund 560 Kilogramm schwer, hat einen Durchmesser von 95 cm und die Inschrift: Taufet sie auf den Namen des Vaters und des Sohnes und des heiligen Geistes. Mt. 28,1 sowie Kommt, haltet das Mahl. Joh. 21,12. Die Glocke des Gebets ist 720 Kilogramm schwer bei einem Durchmesser von 104 cm und ist mit Jauchzet Gott, alle Lande! Psalm 66,1 beschriftet. Die dritte Glocke trägt die Inschrift Suchet der Stadt Bestes! Jer. 29.7 und ist 1110 kg schwer bei einem Durchmesser von 122 cm. Die größte Glocke wiegt 1570 kg und ist mit Seid getrost, ich bins; fürchtet euch nicht! Mt. 14, 27 beschriftet. Sie hat einen Durchmesser von 137 cm. Zusammen mit den beiden Bronzeglocken von Heintze ergeben sie die Tonfolge d‘, e‘, g‘, a‘, h‘, d‘.
Oberhalb des Turmmassivs befindet sich eine barocke Turmhaube mit einem rechteckigen Grundriss. Er geht unterhalb der offenen Laterne in einen achteckigen Grundriss über. Die Spitze wird von einer vergoldeten Wetterfahne mit einem Schwan und einer Sonne geziert. Der Schwan enthält weiterhin das Stadtwappen Nauens, einen Karpfen, sowie die Jahreszahlen 1702 und 1801.

## Rezeption
Der Pfarrer Matthias Giering beschreibt die Bauform als einen Weg der Baumeister, „den Weg des Glaubens nachzuzeichnen“. Steht die westliche Seite des Gebäudes mit dem hohen Turm für das weltliche Leben und den Alltag, so soll der Besucher durch das Durchschreiten nach Osten in Richtung Altar auf die Seite des Alten und Neuen Testaments gelangen. Weiterhin regt der Bau den Betrachter an, die Abendmahlszene in der Predella genauer anzuschauen, die sich auf Brusthöhe des Betrachters befindet: „Ich sterbe für euch, damit ihr leben könnt. […] Und nach diesem Leben werden wir gemeinsam bei Gott sein und ein großes Fest feiern“.